# Klankinventaris
Met de klankinventaris, foneeminventaris of het klanksysteem van een taal (in het Engels Segment Inventory geheten) wordt in de fonologie het geheel aan klinkers, halfklinkers en medeklinkers bedoeld die in de betreffende taal voorkomen als fonemen.
Het aantal klanken in de gesproken taal varieert sterk. Zo zijn er enkele talen bekend met minder dan 10 klanken. Ook zijn er talen met meer dan 100 klanken. Ook de samenstelling varieert. De klinkers i, a en u komen in bijna alle talen van de wereld als fonemen voor, maar sommige talen kennen heel veel klinkers, andere – zoals de Australische talen – een stuk minder. Vrijwel altijd doet een aantal klanken uiteraard alleen dienst als allofoon; volgens taalkundige Charles Hockett loopt de werkelijke aantallen fonemen in alle talen daarom iets minder ver uiteen, van ca. 13 tot 75.  
De stemhebbende velare plosief ofwel harde g (de eerste klank van bijvoorbeeld het Engelse woord good) is een klank die in bijna alle talen van de wereld als foneem voorkomt, maar toevallig niet in het Nederlands (behalve in een paar leenwoorden als goal, verder is de klank ook in het Nederlands niet zeldzaam maar dan als allofoon van /k/, zoals in zakdoek). Talen met echt veel medeklinkers zijn bijvoorbeeld het Oebychs en Xhosa. Naarmate ze moeilijker te articuleren zijn, zijn spraakklanken vanzelfsprekend zeldzamer als allofoon en al helemaal als foneem. Dit is bijvoorbeeld het geval met echt palatale medeklinkers, die dan ook meestal eerder als alveopalatalen of als velaren worden uitgesproken. Ook de voor in de mond gelegen lage klinker æ  (in bijvoorbeeld het Engelse hat) is zeldzamer dan bijvoorbeeld a, waarschijnlijk omdat de eerste klinker moeilijker te articuleren is. De dentale fricatief – de eerste klank in bijvoorbeeld het Engelse woord thing – is tevens niet zo makkelijk te articuleren, en dus betrekkelijk zeldzaam als foneem of allofoon (al komt hij als zodanig voor in het Engels en in het Spaans zoals dat in Noord- en Midden-Spanje gesproken wordt).

## Gegevensbanken
De UCLA Phonological Segment Inventory Database (UPSID) bevat een overzicht van de klankinventarissen van 451 talen. Hij bevat 921 fonemen (652 medeklinkers en 269 klinkers). Op grond van de mate van taalverwantschap wordt aan bepaalde fonemen meer of minder belang toegekend. Deze gegevensbank is in 1984 gecreëerd door Ian Maddieson van de Universiteit van Californië - Los Angeles.
Een andere bekende gegevensbank is de Stanford Phonological Archive (SPA). Deze bevat de klankinventarissen van 196 talen.